# Robert Sciardis
Robert Sciardis (* 16. September 1939 in Les Ponts-de-Cé; † 4. März 2017 in Chambéry) war ein französischer Radrennfahrer und nationaler Meister im Radsport.

## Sportliche Laufbahn
Als Amateur wurde er 1958 Dritter im Straßenrennen Paris–Mantes. 1960 gewann er das französische Eintagesrennen Paris–Ezy. Er fuhr die Internationalen Friedensfahrt und beendete das Etappenrennen beim Sieg von Erich Hagen auf dem 63. Rang der Gesamtwertung. 
Im Bahnradsport gewann er 1959 die nationale Meisterschaft in der Mannschaftsverfolgung. 
1961 wurde er Berufsfahrer im Radsportteam Saint-Raphaël-Geminiani-Dunlop, nachdem er zuvor als Unabhängiger gestartet war; 1962 beendete er seine Laufbahn.

## Familiäres
Er war der Neffe von Gino Sciardis, der ebenfalls Radprofi war. 